# GVV Velocitas in het seizoen 1955/56
Het seizoen 1955/1956 was het eerste jaar in het bestaan van de Groninger betaaldvoetbalclub Velocitas. De club kwam uit in de Eerste klasse A en eindigde daarin op de 12e plaats, dit betekende dat de club in het nieuwe seizoen uitkwam in de Tweede divisie.

## Wedstrijdstatistieken

### Eerste klasse A
|       | AGOVV | DWS   | Enschedese Boys | Go Ahead | Heerenveen | N.E.C. | PEC   | RBC   | RCH   | De Valk | Veendam | VSV   | Xerxes |
| ----- | ----- | ----- | --------------- | -------- | ---------- | ------ | ----- | ----- | ----- | ------- | ------- | ----- | ------ |
| Thuis | 0 – 3 | 0 – 3 | 1 – 2           | 3 – 0    | 1 – 0      | 2 – 2  | 0 – 1 | 1 – 1 | 0 – 1 | 2 – 0   | 2 – 2   | 2 – 1 | 1 – 1  |
| Uit   | 1 – 2 | 2 – 0 | 1 – 3           | 2 – 1    | 2 – 0      | 5 – 0  | 3 – 2 | 4 – 1 | 1 – 0 | 3 – 2   | 1 – 4   | 3 – 1 | 0 – 0  |

## Statistieken Velocitas 1955/1956

### Eindstand Velocitas in de Nederlandse Eerste klasse A 1955 / 1956
| Stand | Gespeeld | Gewonnen | Gelijk | Verloren | Punten | Doelpunten voor | Doelpunten tegen |
| ----- | -------- | -------- | ------ | -------- | ------ | --------------- | ---------------- |
| 12e   | 26       | 7        | 5      | 14       | 19     | 31              | 45               |

### Topscorers
| Competitie \| # \| Naam \| \| \| ------ \| --------------- \| -- \| \| 1. \| Bé Kuiper \| 15 \| \| 2. \| Piet Eimers \| 5 \| \| 3. \| Piet Fransen \| 3 \| \| 3. \| Henk Pater \| 3 \| \| 5. \| Geert Lanting \| 2 \| \| 5. \| Jan Melissen \| 2 \| \| 7. \| Carel Heideveld \| 1 \| \| Totaal \| Totaal \| 31 \| |                 |      |
| # | Naam            | Goal |
| 1. | Bé Kuiper       | 15   |
| 2. | Piet Eimers     | 5    |
| 3. | Piet Fransen    | 3    |
| 3. | Henk Pater      | 3    |
| 5. | Geert Lanting   | 2    |
| 5. | Jan Melissen    | 2    |
| 7. | Carel Heideveld | 1    |
| Totaal | Totaal          | 31   |